# 坦塔大学

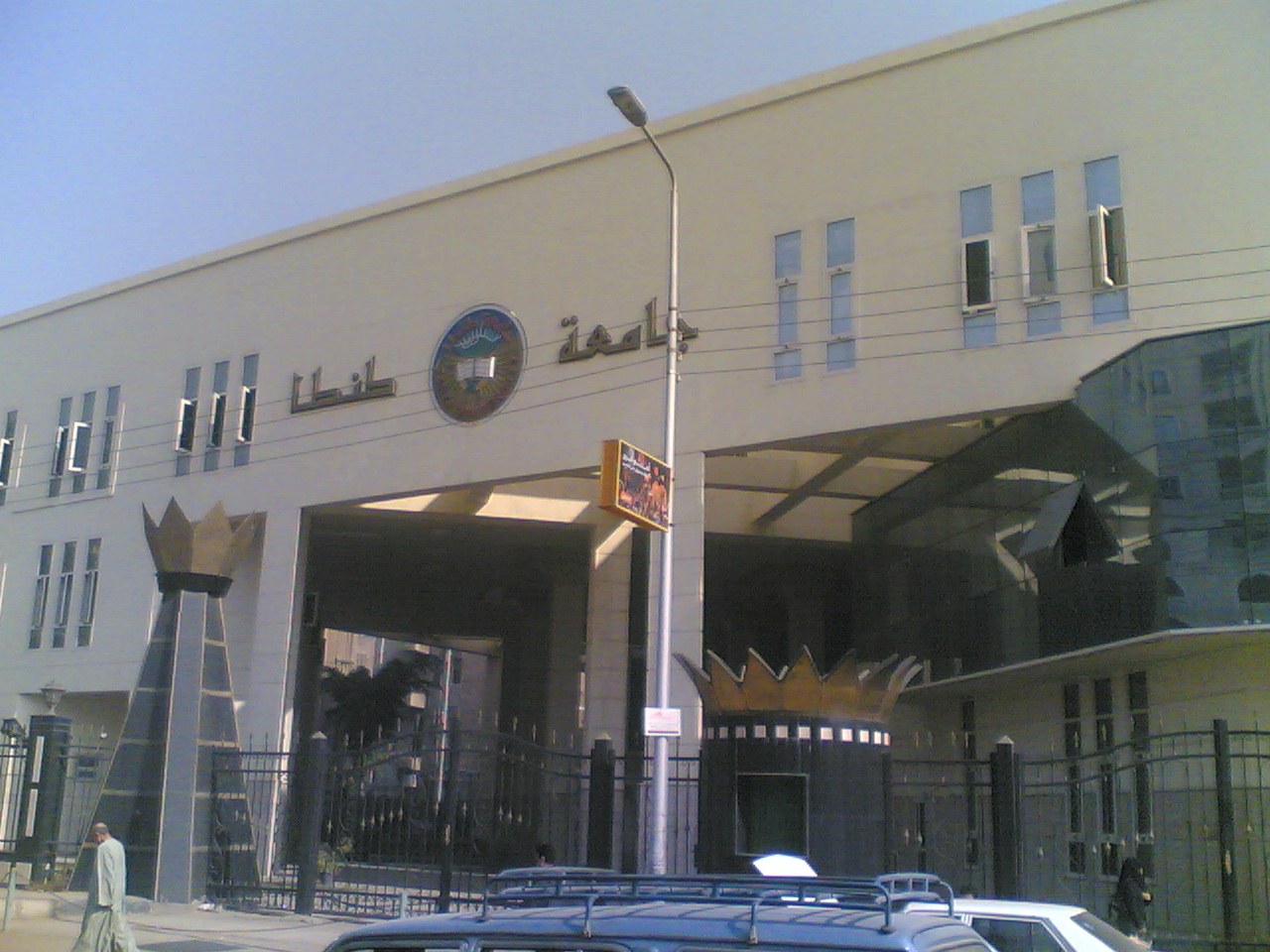
该大学的校门

坦塔大学（英語：Tanta University）是埃及坦塔的一所公立大学。这所大学受到高等教育部的直接监管。
大学始建于1962年，当时为亚历山大大学医学院的唯一一个分支。后来大学于在1972独立，并命名为三角洲大学，当时设有医学，科学，农业和教育学院。1973年易名为坦塔大学。
坦塔大学位于埃及西部省省会坦塔，拥有多个校区，其中包括坦塔市中心的主校区、医学院校区和市郊的西比里贝校区等。
学生人数众多，每年都有招收相当数量的来自中国和东南亚各国的留学生。